# Timaeus (cràter)
Timaeus és un cràter d'impacte situat a la part nord de la Lluna, a l'extrem nord de la Mare Frigoris. Forma part de la paret sud-oest de la gran plana emmurallada del cràter W. Bond, de perfil irregular. La vora de Timaeus és de forma lleugerament pentagonal, amb les vores arrodonides. Presenta una lleugera elevació central al punt mig del sòl del cràter.

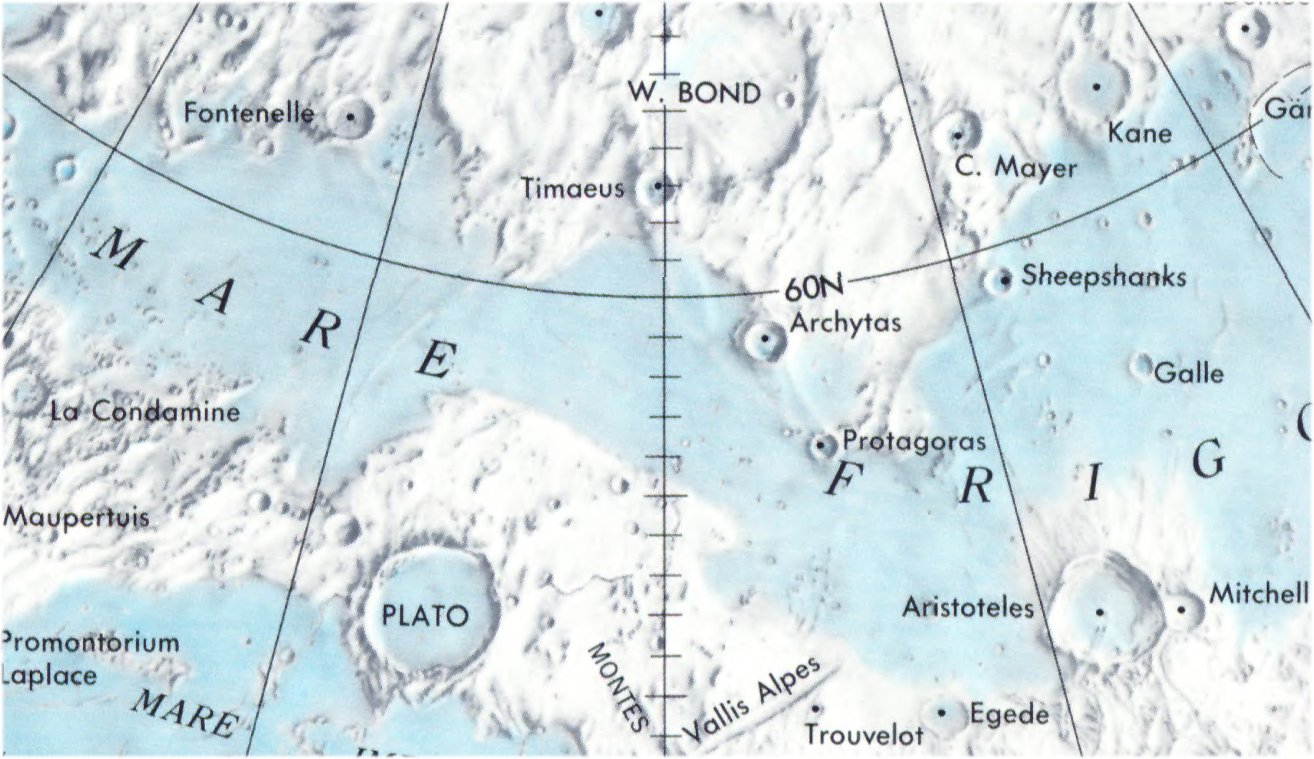
Localització de Timaeus (centre de la meitat superior de la imatge)
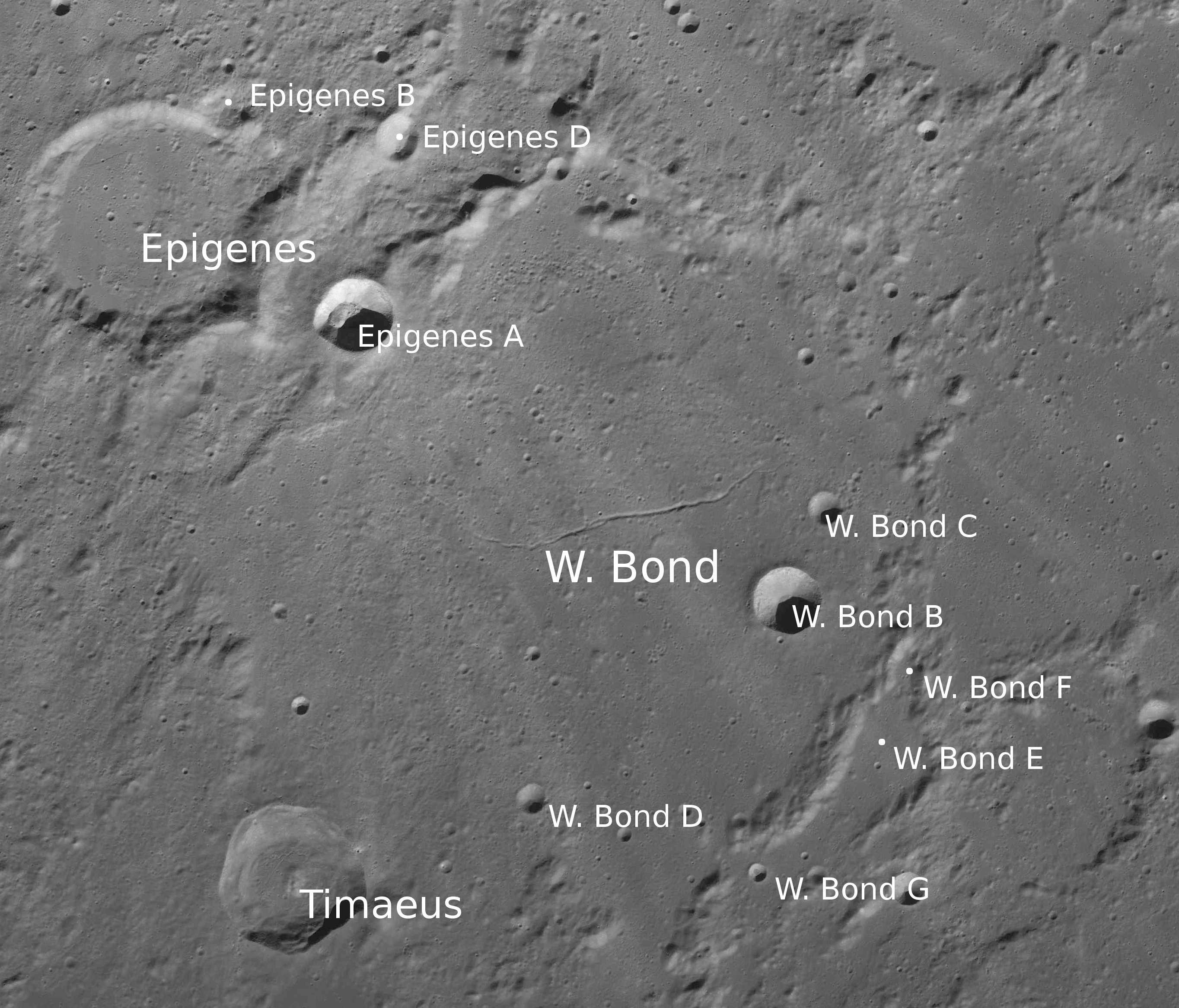
Rodalies de Timaeus

El terreny irregular a l'oest de Timaeus mostra un sistemes de marques paral·leles, com va ser observat pel reverend Thomas William Webb. Aquestes marques segueixen una trajectòria amb rumb lleugerament a l'est del nord.